# خلبان تک‌خال
خلبان تک‌خال (به انگلیسی: Flying ace) به خلبان نظامی‌ای گفته می‌شود که توانسته باشد در نبردهای هوایی دست کم پنج فروند هواپیمای دشمن را سرنگون کند.

## برخی از خلبان‌های تک‌خال

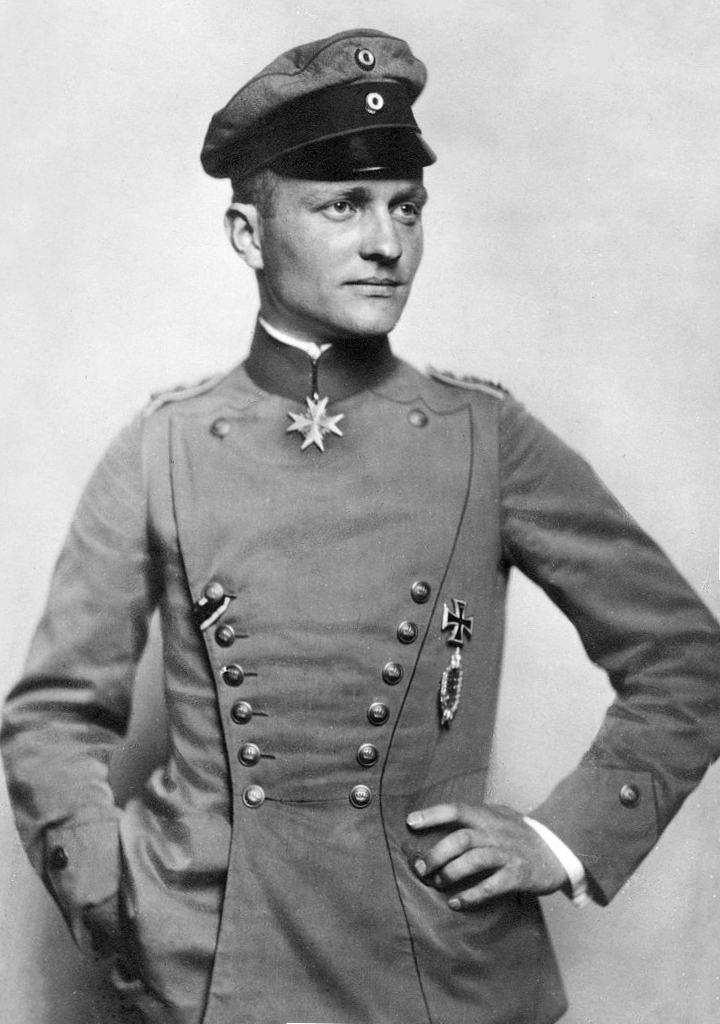
مانفرد فون ریشتهوفن، خلبان تک‌خال جنگ جهانی اول
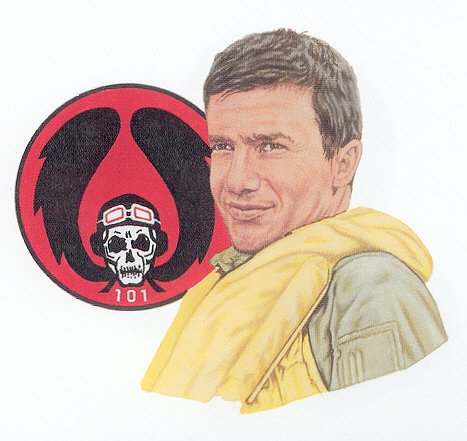
گیورا اپستین خلبان تک‌خال جنگ اعراب و اسرائیل
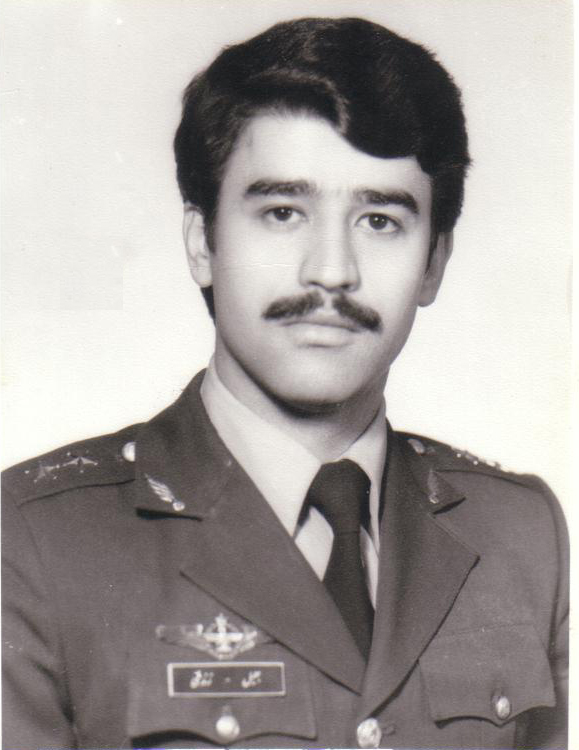
جلیل زندی خلبان تک‌خال جنگ ایران و عراق